# Christian Reichert (Schwimmer)
Christian Martin Reichert (* 7. Februar 1985 in Würzburg) ist ein deutscher Freiwasserschwimmer. Er startet für den SC Wiesbaden 1911.

## Werdegang

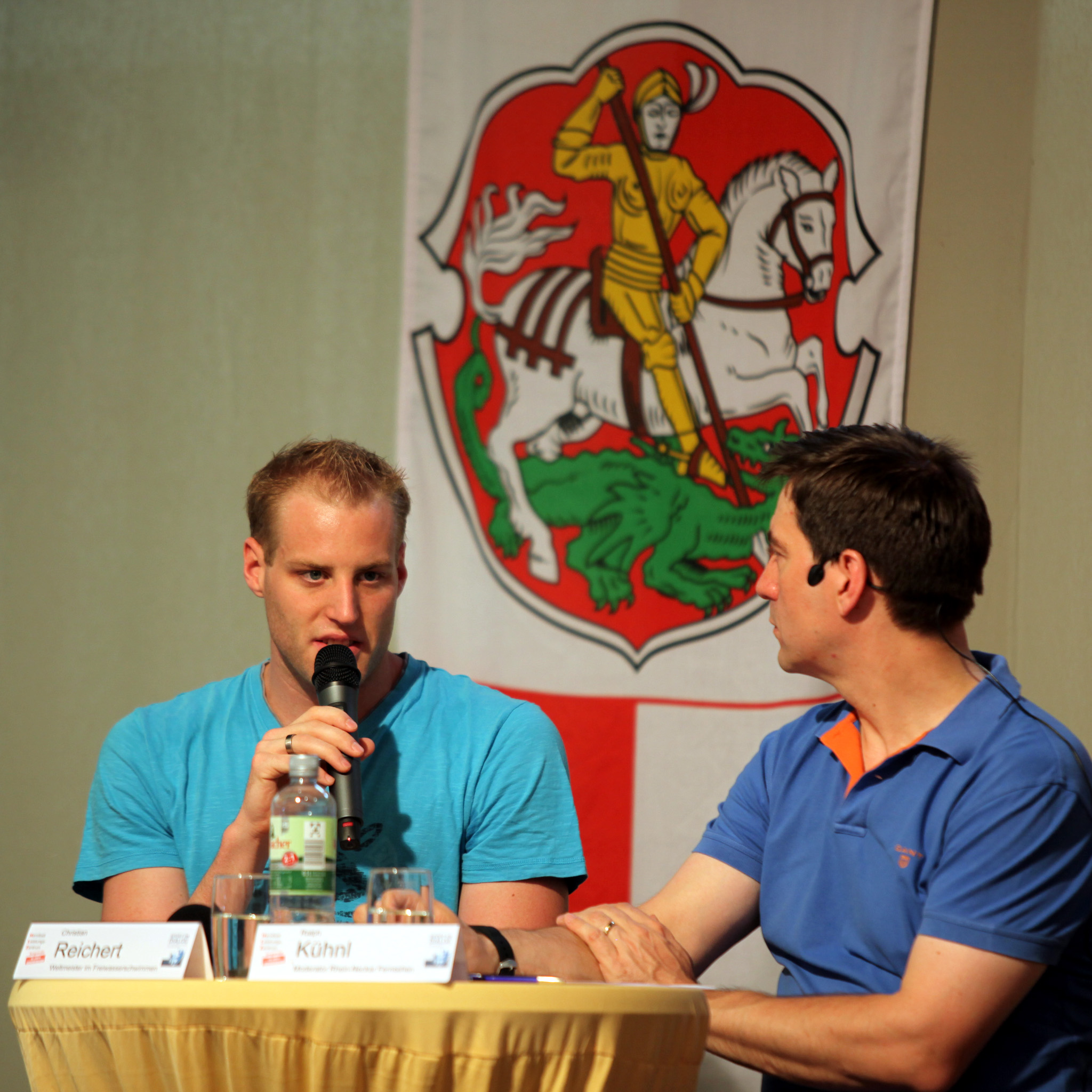
Reichert beim Hessentag 2014 in Bensheim

Reichert begann seine Schwimmkarriere beim SV Würzburg 05. Seit 2005 ist er Mitglied der Sportfördergruppe der hessischen Polizei, mit dem Dienstgrad Polizeioberkommissar. Seinen bisher größten Erfolg feierte er bei den Weltmeisterschaften 2013 in Barcelona, als er zusammen mit Thomas Lurz und Isabelle Härle die Goldmedaille im 5-km-Team-Rennen gewann.
Sein Trainer ist Stefan Lurz.
Christian Reichert ist seit 22. August 2009 mit der Freiwasserschwimmerin Nadine Reichert verheiratet. Das Paar hat zwei Kinder.

## Erfolge
2018:
- 1. Platz beim Weltcup Lac Megantic / Kanada 10 km

2017
- Qualifikation für die Weltmeisterschaften in Budapest / Ungarn 10 km
- 2. Platz in der Europacupgesamtserie 10 km
- 3. Platz beim Europacup Barcelona / Spanien 10 km

2016:
- 9. Platz bei den Olympischen Spielen in Rio de Janeiro / Brasilien 10 km
- 2. Platz beim Olympic Qualifier in Setubal / Portugal 10 km

2015
- 1. Platz Weltcupgesamtwertung 10 km
- Weltmeister im 5-km-Team-Rennen in Kasan
- 1. Platz beim Weltcupfinale in Hongkong über 10 km
- 2. Platz beim Weltcup Setubal / Portugal 10 km
- 3. Platz beim Weltcup Abu Dhabi 10 km

2014:
- 1. Platz beim Weltcupfinale in Hongkong 10 km
- 2. Platz in der Weltcupgesamtwertung 10 km
- 3. Platz beim Weltcup Roberval / Kanada 10 km
- 3. Platz beim Weltcup beim Weltcup in Viedma (Argentinien) über 10 km

2013:
- Weltmeister im 5-km-Team-Rennen in Barcelona
- 9. Platz bei den Weltmeisterschaften in Barcelona über 10 km
- 1. Platz beim Weltcup in Eilat (Israel) über 10 km
- 2. Platz beim Weltcup in Lac-Mégantic (Kanada) 10 km

2012:
- 2. Platz in der FINA-Weltcupgesamtserie über 10 km
- 1. Platz Europacupgesamtserie
- 7. Platz Freiwassereuropameisterschaften in Piombino (Italien) über 10 km
- 9. Platz Freiwassereuropameisterschaften in Piombino über 5 km
- 3. Platz Deutsche Meisterschaften in Großkrotzenburg über 5 und 10 km
- 2. Platz beim Weltcup in Lac-Mégantic über 10 km
- 3. Platz beim Weltcup im Lac Saint-Jean (Kanada) über 10 km
- 4. Platz beim Weltcup in Cancún (Mexiko) über 10 und 15 km

2011:
- 2. Platz in der FINA-Weltcupgesamtserie über 10 km
- 2. Platz beim Weltcup in Hongkong über 10 km
- Deutscher Meister 10 km in Rostock
- Deutscher Vizemeister über 5 km
- 5. Platz bei der Universiade in Shenzen (China) über 10 km
- 3. Platz beim Weltcup in Roberval (Kanada) über 10 km
- 4. Platz bei den Deutschen Meisterschaften über 1500 m Freistil in Berlin
- 13. Platz bei den Freiwassereuropameisterschaften in Eilat (Israel) über 10 km

2010:
- 4. Platz bei den Europameisterschaften in Budapest über 10 km
- 7. Platz bei den Europameisterschaften in Budapest über 5 km
- Deutscher Meister 10 km Straußberg
- Deutscher Vizemeister 5 km Straußberg

2009:
- 1. Platz in der Europacupgesamtserie
- 2. Platz beim Weltcup in Setubal (Portugal) über 10 km
- 2. Platz beim Weltcup in Hongkong über 10 km
- 1. Platz beim Europacupfinale in der Türkei über 5 und 10 km
- 1. Platz beim Europacup in Navia (Spanien)
- 1. Platz beim Europacup in Hoorn (Niederlande)
- Polizeieuropameister über 400 und 1500 m Freistil
- 1. Platz beim Europacup in Poreč (Kroatien) über 10 km
- 2. Platz bei den Deutschen Meisterschaften in Lindau über 10 km
- 3. Platz bei den Deutschen Meisterschaften in Lindau über 5 km

2008:
- 1. Platz beim Europacup in Marmaris (Türkei)
- 1. Platz beim Europacup Poreč
- 2. Platz beim Europacup in Navia
- Süddeutscher Meister über 800 und 1500 m Freistil

2007:
- 3. Platz bei den Deutschen Meisterschaften über 1500 m Freistil in Berlin
- Deutscher Vizemeister über 25 km in Großkrotzenburg